# Dametzhof

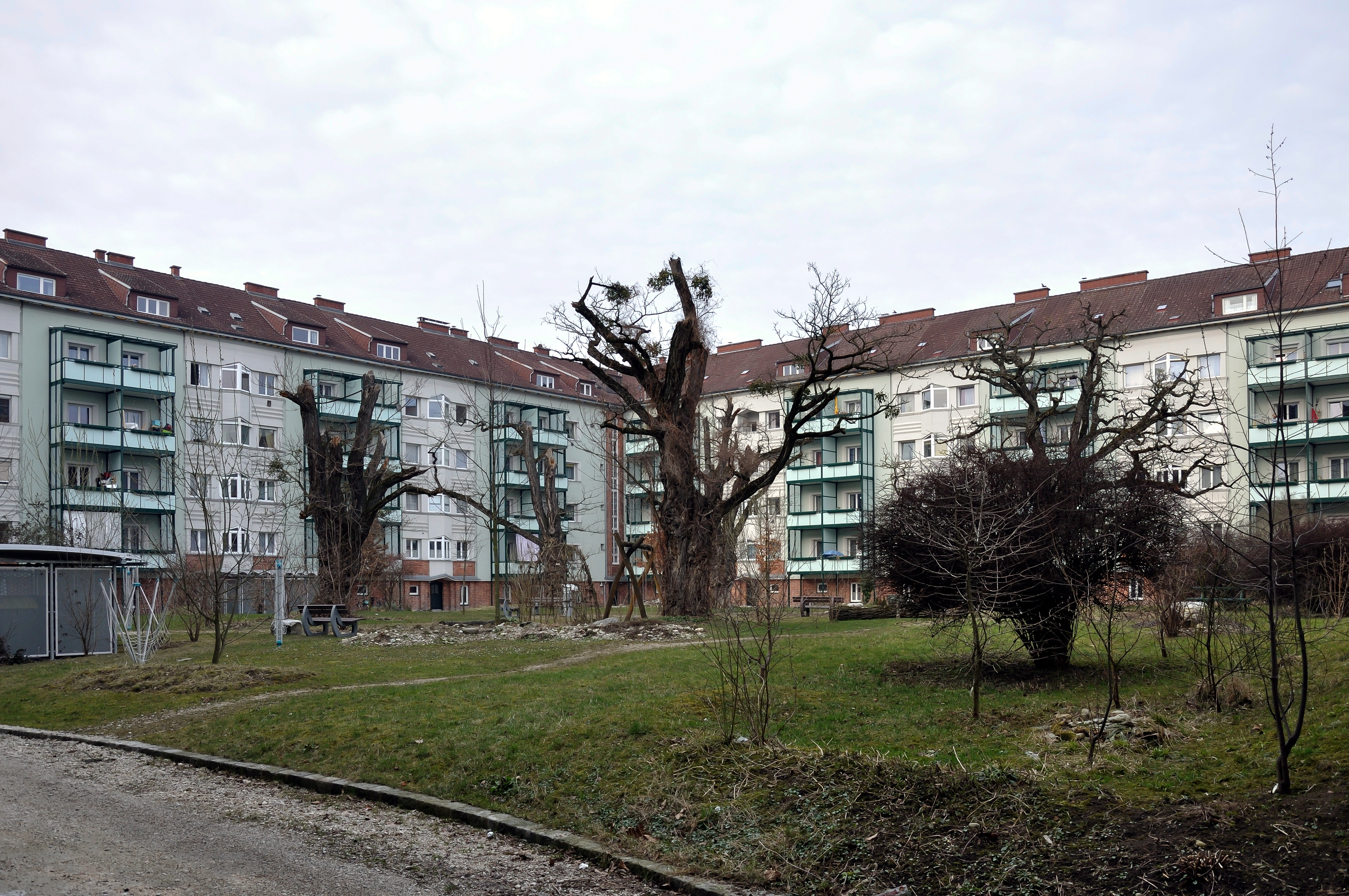
Hakenförmiger Dametzhof zum Innenhof (2013)

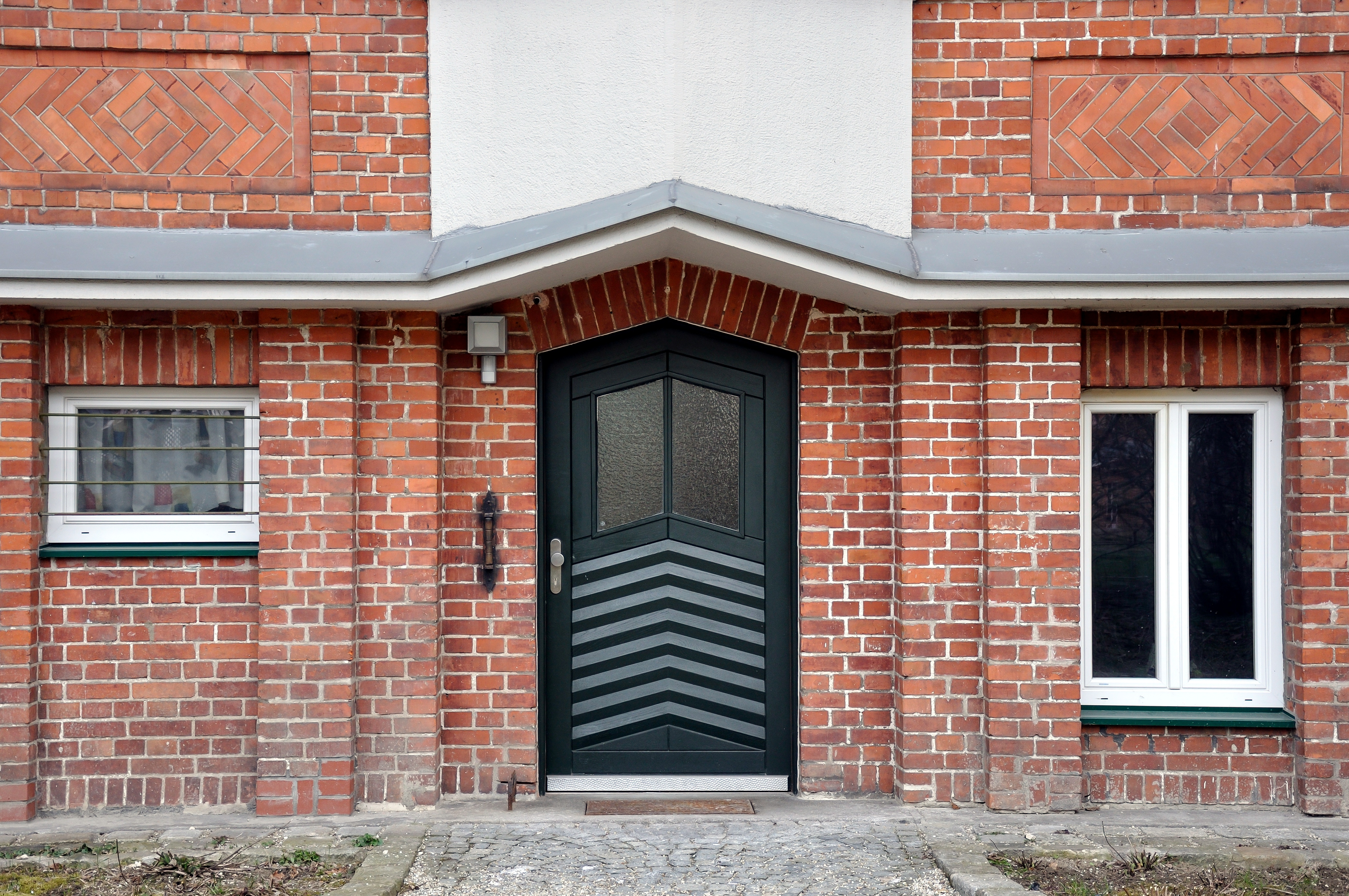
Sockelzone in Klinkerbauweise (2013)

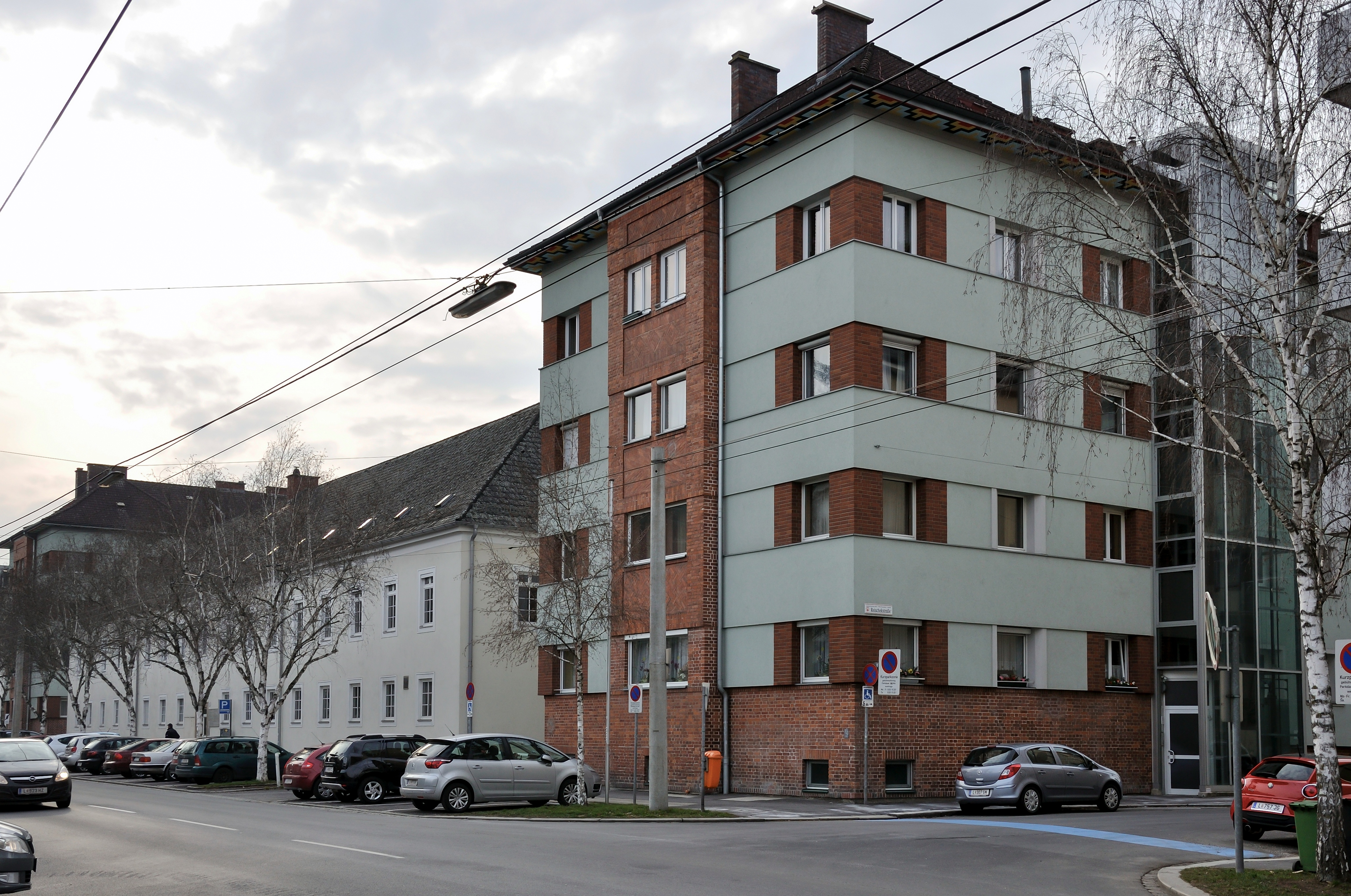
Zweigeschoßiger Zwischenbau Klubhaus im NS-Stil mit Walmdach um 1942 (2013)

Der Dametzhof ist ein von 1927 bis 1928 nach den Plänen von Curt Kühne errichteter Gemeindebau der Stadt Linz mit 188 Wohnungen und wurde nach dem ehemaligen Bürgermeister Josef Dametz benannt. Die Wohnhausanlage steht unter Denkmalschutz.
Die 13 fünfgeschoßigen Wohnhäuser wurden U-förmig an der Hyrtlstraße, Reischekstraße und Körnerstraße errichtet. Die Errichtung wurde unter der Leitung des Stadtbauamtes mit Matthäus Schlager, Friedrich Gangl, Karl Pader, Ernst Hillbrand, Vaterländische Baugesellschaft, Humer & Krenmayr durchgeführt.
Die Architektur Kühnes setzte durch risalitartig vortretende Eckteile Akzente. Das Erdgeschoß als Sockelzone und die Stiegenhausachsen wurden expressiv in Klinkerbauweise ausgeführt. An den Eckteilen und Hoffronten sind spitzwinklig vorkragende Erker. Die Staubläden wurden bunt dekoriert.
Im nach Süden offenen Straßenhof des Dametzhofes zur Weissenwolffstraße wurde um 1942 ein zweigeschoßiger Zwischenbau, das sogenannte Klubhaus, mit einem Walmdach im Stil der NS-Zeit errichtet. Das Gebäude steht auch unter Denkmalschutz.
Von 2002 bis 2004 wurden 13 Lifte außen angebaut. 2007 wurde in Abstimmung mit dem Bundesdenkmalamt ein Vollwärmeschutz installiert und vorgesetzte Balkontürme ergänzt, womit die meisten Wohnungen eine Loggia erhielten. Zu Kühnes Architektur wurden seine einzigartigen Mäander am Dachvorsprung wiederhergestellt. Auch die Holzstiegen, Holzpodeste und Wohnungseingangstüren der Stiegenhäuser wurden einschließlich der ehemaligen Wandmalerei originalgetreu saniert.